# Томская хоральная синагога
Томская Хоральная Синагога — находится в Ленинском районе Томска на улице Розы Люксембург, д. 38. Является старейшей синагогой в Сибири.

## История
История томской синагоги началась в 1850 г., когда было построено её первое деревянное здание. Оно просуществовало полвека и на её месте в 1902 г. на средства местных евреев, купцов и прихожан, была построена двухэтажная каменная (кирпичная) синагога. Она была торжественно открыта 15 сентября 1902 г.
Раввинами синагоги были: Бер Левин (1902—1907 гг.), Борух Беры (1907—1915 гг.), Меер бен Шломо Певзнер (1915—1929 гг.).
В 1929 г. постановлением органа местной власти синагога была закрыта и до 1999 г. передавалась от одной государственной организации другой.
В её здании в разное время размещались кинотеатр, Белоцерковское военное училище, Томский областной суд.
С 1992 г., по согласованию с Председателем Томского областного суда, Томская община в вечернее время проводила здесь свои мероприятия. Правление общины, опираясь на содействие Губернатора и руководителей ряда томских организаций, добивалась признания своих прав на здание бывшей синагоги и перевод областного суда в другое здание.
После переезда суда и до 1999 г. здание фактически использовалось общиной, хотя и находилось в плачевном, непригодном для пребывания людей состоянии.
Только в 1999 г., после длительных согласований и на основании решения органа местной власти, здание, за предыдущие 70 лет ни разу не ремонтировавшееся и потому пришедшее в аварийное состояние, было юридически оформлено и официально возвращено еврейской общине (передано на 49 лет в безвозмездное пользование).
Силами общины здание синагоги к декабрю 2002 г. было укреплено, а к декабрю 2010 г. были завершены грандиозные работы по его полной реставрации.
8 декабря 2010 г. при участии руководителей местной власти и большого количества гостей, в том числе зарубежных, при огромном стечении народа, среди которого были и представители других народов Томска, синагога была торжественно официально открыта вновь. Праздничное открытие Томской синагоги широко освещалось в зарубежных, российских и местных СМИ.
Церемония открытия синагоги началась с традиционного обряда зажигания свечей в честь Хануки. Затем, согласно еврейской традиции, в новую синагогу был внесён свиток Торы, который перед церемонией, согласно обычаю, был дописан вручную. В торжественной церемонии Открытия приняли участие главный раввин России Берл Лазар, президент Федерации еврейских общин СНГ Лев Леваев, главный раввин Томской области Леви Каминецкий, мэр Томска Николай Николайчук и другие известные лица.
По окончании церемонии открытия во дворе синагоги были заложены первые камни зданий будущих еврейского детского сада и еврейской школы.
Открытие нового большого здания Культурного центра при синагоге произошло при участии руководителей Томской области, города Томска, раввина России Берл Лазара, почетных гостей из России и из-за рубежа, 12 сентября 2021 года. Открытие Центра массово освещалось в российских и местных СМИ.
В образовательном центре среди прочих будет работать группа дневного пребывания и ухода за детьми, центр для детей с ограниченными возможностями здоровья, детская мастерская, столовая, спортивный зал, библиотека и другие подразделения. Воспользоваться возможностями Детского центра и Молодёжного образовательного центра могут все дети и молодёжь Томска.